# Nekropola Kremeljskega zidu
Nekropola Kremeljskega zidu je bilo nacionalno pokopališče Sovjetske zveze. Pogrebi v nekropoli Kremeljskega zidu v Moskvi so se začeli novembra 1917, ko je bilo 240 proboljševiških žrtev oktobrske revolucije v Moskvi pokopanih v množičnih grobiščih na Rdečem trgu. Improvizirano pokopališče se je med drugo svetovno vojno postopoma spremenilo v središče vojaške in civilne časti. Osredišče je na obeh straneh Leninovega mavzoleja, ki je bil prvotno zgrajen v lesu leta 1924 in obnovljen v granitu v letih 1929–1930. Po zadnjem množičnem pokopu leta 1921 so pogrebi na Rdečem trgu običajno potekali v obliki državnih slovesnosti in so bili namenjeni le redkim posameznikom, ki jim je bila na ta način izkazana poslednja čast za visoko spoštovane politike, vojaške voditelje, kozmonavte in znanstvenike. V letih 1925–1927 so prenehali pokopavati cela trupla in se omejili na pokope kremiranega pepela v samem kremeljskem zidu (na primer Kirov, Kujbišev, Ordžonikidze). Pokopi so se nato znova začeli s pogrebom Mihaila Ivanoviča Kalinina leta 1946. Samostojen grob pred zidom so potem dobili še Stalin, ko so ga 1961 prenesli iz Leninovega mavzoleja, v 80. letih pa po vrsti: Suslov, Brežnjev, Andropov in Černjenko.
Kremeljski zid je bil de facto počivališče pokojnih ikon – "junakov" Sovjetske zveze. Pokop na tem mestu je pomenil statusni simbol med sovjetskimi državljani. Praksa pokopa dostojanstvenikov na Rdečem trgu se je končala s pogrebom sovjetskega voditelja Konstantina Černenka marca 1985. Nekropola je bila leta 1974 označena kot zaščitena znamenitost. Po razpadu Sovjetske zveze državljani Ruske federacije in drugih držav nekdanje Sovjetske zveze še naprej izkazujejo spoštovanje nacionalnim herojem ob zidu Kremlja.